# Branko Brnović
Branko Brnović (Бранко Брновић en serbi) (nascut el 8 d'agost de 1967 a Titograd, Montenegro, llavors República Federal Socialista Iugoslava) és un futbolista montenegrí, ja retirat. Jugava de migcentre.

## Carrera
Va donar les seues primeres passes amb el club de la seua ciutat natal, el Budocnost, on va romandre de 1987 fins a 1991, tot jugant 93 partits. Després passa al Partizan de Belgrad, on hi juga tres campanyes, amb una setantena de partits amb la samarreta de l'equip capitalí.
El 1994 és fitxat pel RCD Espanyol. A l'equip català Brnovic es fa prompte un lloc a l'equip titular. Juga a un bon nivell en les tres primeres temporades com periquito, però posteriorment el seu rendiment comença a decaure fins a jugar només un partit en la 1999-00, al final de la qual hi penja les botes. En total hi disputa 120 partits amb els blanc-i-blaus.
El 2007 es converteix en el segon entrenador de la selecció de futbol de Montenegro.

## Selecció
Brnovic va formar part de la selecció de futbol de l'antiga Iugoslàvia.
Amb la nova República Iugoslava ha disputat 27 partits, i ha marcat 3 gols. Va estar present en el combinat del seu país que va acudir al Mundial de França de 1998.